# Валя-Верде (Молдова)
Валя-Верде (рум. Valea Verde) — село в Молдові в Каушенському районі. Входить до складу комуни, адміністративним центром якої є село Гредініца. 
| Молдова | Це незавершена стаття з географії Молдови. Ви можете допомогти проєкту, виправивши або дописавши її. |

1. ↑  http://www.statistica.md/public/files/Recensamint/Recensamintul_populatiei/vol_1/2_Populatia_pe_sexe_localit_ro.xls